# Općina Središče ob Dravi
Općina Središče ob Dravi (slo.:Občina Središče ob Dravi) je općina na sjeveroistoku Slovenije u pokrajini Štajerskoj i statističkoj regiji Podravskoj. Središte općine je naselje Središče ob Dravi s 1.120 stanovnika. Općina se nalazi između Slovenskih Gorica na sjeveru i rijeke Drave na jugu.

## Povijest
Općina Središče ob Dravi nastala je 1. ožujka 2006. godine izdvajanjem iz općine Ormož.

## Naselja u općini
Godeninci, Grabe, Obrež, Središče ob Dravi, Šalovci

## Vanjske poveznice
- Službena stranica općine